# Bartolomeo Calco
Bartolomeo Calco (Milano, 1434 – Milano, 18 giugno 1508) è stato un politico e mecenate italiano.
Fu primo ministro di Ludovico il Moro.